# 哈尔滨榆
哈尔滨榆（学名：Ulmus harbinensis），为榆科榆属下的一个植物种。